# Ronnie Schildknecht
Pour les articles homonymes, voir Schildknecht.
Ronnie Schildknecht, né le 19 septembre 1979 à Samstagern, est un triathlète professionnel suisse, il est le premier triathlète à avoir remporté un Ironman sept fois de suite, l'Ironman Suisse de 2007 à 2013.

## Palmarès
Le tableau présente les résultats les plus significatifs (podium) obtenus sur le circuit national et international de triathlon et de duathlon depuis 2007,.
| Année | Compétition                    | Pays           | Position           | Temps           |
| ----- | ------------------------------ | -------------- | ------------------ | --------------- |
| 2017  | Ironman Texas                  | États-Unis     | Médaille d'argent  | 7 h 56 min 21 s |
| 2016  | Ironman Suisse                 | Suisse         | Médaille d'or      | 8 h 17 min 4 s  |
| 2015  | Ironman Suisse                 | Suisse         | Médaille d'or      | 8 h 21 min 19 s |
| 2015  | Ironman Texas                  | États-Unis     | Médaille de bronze | 8 h 21 min 3 s  |
| 2013  | Ironman Suisse                 | Suisse         | Médaille d'or      | 8 h 33 min 39 s |
| 2013  | Ironman Afrique du Sud         | Afrique du Sud | Médaille d'or      | 8 h 11 min 24 s |
| 2013  | CityTriathlon Heilbronn        | Allemagne      | Médaille d'or      | 2 h 57 min 2 s  |
| 2012  | Ironman Suisse                 | Suisse         | Médaille d'or      | 8 h 17 min 13 s |
| 2011  | Ironman Suisse                 | Suisse         | Médaille d'or      | 8 h 19 min 21 s |
| 2011  | Challenge Walchsee-Kaiserwinkl | Autriche       | Médaille d'or      | 3 h 49 min 20 s |
| 2011  | Ironman Floride                | États-Unis     | Médaille d'or      | 7 h 59 min 42 s |
| 2010  | Ironman Suisse                 | Suisse         | Médaille d'or      | 8 h 12 min 40 s |
| 2009  | Ironman Suisse                 | Suisse         | Médaille d'or      | 8 h 20 min 0 s  |
| 2009  | Ironman 70.3 Suisse            | Suisse         | Médaille d'or      | 3 h 54 min 40 s |
| 2008  | Ironman Suisse                 | Suisse         | Médaille d'or      | 8 h 16 min 5 s  |
| 2008  | Ironman 70.3 Suisse            | Suisse         | Médaille d'or      | 3 h 51 min 45 s |
| 2007  | Ironman Suisse                 | Suisse         | Médaille d'or      | 8 h 25 min 0 s  |
| 2007  | Ironman 70.3 Suisse            | Suisse         | Médaille d'or      | 3 h 46 min 39 s |

| Année | Compétition                        | Pays     | Position           | Temps           |
| ----- | ---------------------------------- | -------- | ------------------ | --------------- |
| 2013  | Championnats de Suisse de duathlon | Suisse   | Médaille d'or      | 1 h 27 min 30 s |
| 2010  | Championnats d'Europe de duathlon  | France   | Médaille de bronze | 1 h 38 min 10 s |
| 2008  | Powerman Holland                   | Pays-Bas | Médaille d'or      | 2 h 38 min 11 s |
| 2007  | Powerman Holland                   | Pays-Bas | Médaille d'argent  | Timing          |